# سکسن شاربینو
سَـکسِن شاربینو (انگلیسی: Saxon Sharbino؛ زادهٔ ۱۱ ژوئن ۱۹۹۹) بازیگر اهل ایالات متحده آمریکا است که کار بازیگری را از سن ۹ سالگی شروع کرد. او خواهر بزرگتر برایتون شاربینو است.
از فیلم‌ها یا برنامه‌های تلویزیونی که وی در آن نقش داشته است، می‌توان به تماس، به گورت تف می‌کنم و ارواح خبیثه اشاره کرد.